# Pisma – Mowy – Rozkazy Józefa Piłsudskiego
Pisma – Mowy – Rozkazy Józefa Piłsudskiego – pierwszy, jedenastotomowy zbiór spuścizny piśmienniczej Józefa Piłsudskiego, wydany w latach 1930–1936 przez Instytut Józefa Piłsudskiego Poświęcony Badaniu Najnowszej Historii Polski.
Pierwsze 8 tomów Pism – Mów – Rozkazów ukazało się w latach 1930–1931. Były wydane z inicjatywy Instytutu Badania Najnowszej Historii Polski i opracowane przez komitet redakcyjny, złożony z Juliana Stachiewicza, Michała Sokolnickiego oraz Władysława Pobóg-Malinowskiego, jako sekretarza redakcji. Poszczególne tomy opracowali (całkowicie lub częściowo) Leon Wasilewski i Kazimierz Świtalski. Wydanie to zawierało twórczość Piłsudskiego do maja 1926 roku. Poszczególne tomy opisywały kolejne okresy życia Piłsudskiego między 1892 a 1926 rokiem. Wkrótce Antoni Anusz i Władysław Pobóg-Malinowski opracowali tom pt. 1926–1929, zawierający prace Marszałka z lat objętych tym tytułem. Tom ten, wydany jeszcze w 1930 roku, został uznany za 9. tom Pism – Mów – Rozkazów, połączony chronologicznie z wcześniejszymi tomami. W kolejnym roku wydano tomik pt. Poprawki Historyczne, uznano go za tom 10. Józef Piłsudski zmarł 12 maja 1935 roku. W 1936 roku wydano dodatkowy tom, tzw. Suplementy, będący tomem 11. zamykającym ostatecznie Pisma – Mowy – Rozkazy.
Spuścizna pisarska Piłsudskiego została uzupełniona i uznana za kompletną w kolejnym wydaniu tegoż instytutu pt. Pisma zbiorowe Józefa Piłsudskiego.

## Wykaz zawartości tomów
- Tom I (1930), red. Michał Sokolnicki i Julian Stachiewicz, wstęp i przypisy Leon Wasilewski (obejmuje okres 1893–1898)
  - Korespondencje i artykuły z „Przedświtu”
  - Artykuły z „Robotnika”
  - Wyjątki z korespondencji i sprawozdań Centralnego Komitetu Robotniczego P.P.S.
  - Wstęp do „Memorjału księcia Imeretyńskiego”
  - Odezwy

- Tom II (1930), red. Michał Sokolnicki i Julian Stachiewicz, wstęp i przypisy Leon Wasilewski (obejmuje okres 1903–1910)
  - Jak stałem się socjalistą
  - Artykuły z „Kalendarzy Robotniczych”
  - Walka rewolucyjna w zaborze rosyjskim
  - Przedmowa do „Materjałów do historii P.P.S. i ruchu rewolucyjnego w zaborze rosyjskim od roku 1893 do roku 1904”
  - Z listu do Ignacego Daszyńskiego
  - Geografja militarna Królestwa Polskiego
  - Zadania praktyczne rewolucji w zaborze rosyjskim

- Tom III (1930), red. Michał Sokolnicki i Julian Stachiewicz (obejmuje okres 1910–1914)
  - Historja Organizacji Bojowej P.P.S. (1910)
  - Nowa książka polska z dziedziny wojskowości (1910)
  - Reformy armji rosyjskiej (1910)
  - Bunt więzienny w Irkucku (1911)
  - Kryzysy bojów (1911)
  - Zarys historji militarnej powstania styczniowego (1912)
  - 22 stycznia 1863 (1914)
  - Przemówienie na zjeździe Niemieckiej Socjaldemokracji Austrji w Wiedniu (XI 1912)
  - Mobilizacja powstania (przemówienie z 8 XII 1912, publikowane I 1914)
  - Orjentacja pana Balickiego (30 VII 1913)[a]
  - O polskim ruchu strzeleckim (21 II 1914)
  - Artykuły ze „Strzelca” (IV–VIII 1914)
  - Jeszcze o delegatach amerykańskich (1914)[b]

- Tom IV (1931), red. Michał Sokolnicki i Julian Stachiewicz (obejmuje okres 1914–1917)
  - Od wybuchu wojny do aktu 5 listopada 1916
  - Po akcie 5 listopada 1916
  - Przemówienia na posiedzeniach Tymczasowej Rady Stanu Królestwa Polskiego
  - W więzieniu magdeburskiem
  - Moje pierwsze boje

- Tom V (1933), red. Michał Sokolnicki i Julian Stachiewicz z udziałem Kazimierza Świtalskiego (obejmuje lata 1918–1922)
  - [drobne pisma uszeregowane wg roku]

- Tom VI (1931), red. Michał Sokolnicki i Julian Stachiewicz (obejmuje okres 31 XII 1922–21 III 1924)
  - Wywiady redaktora „Kurjera Polskiego”
  - Sprawa obrony państwa
  - Przemówienie do marszałka Focha
  - Pożegnanie w Sztabie Generalnym
  - Przemówienie do króla rumuńskiego Ferdynanda I
  - Przemówienie na bankiecie w hotelu „Bristol”
  - Wspomnienia o Gabrjelu Narutowiczu
  - O wartości żołnierza Legjonów
  - Przemówienie na zjeździe legjonistów we Lwowie
  - Obrona Lwowa
  - Wywiad „Słowa” wileńskiego
  - Dowodzenie podczas wojny
  - Sprawa wileńska
  - List do Feliksa Popławskiego
  - Przemówienie na zjeździe nauczycielstwa
  - Ze wspomnień o Aleksandrze Malinowskim
  - O warunkach pracy w wojsku
  - Rok 1863
  - Naczelni wodzowie
  - List do generała Sikorskiego
  - Zeznania w procesie porucznika Błońskiego[c]

- Tom VII (1931), red. Michał Sokolnicki i Julian Stachiewicz
  - Rok 1920
  - Pochód za Wisłę

- Tom VIII (1931), red. Michał Sokolnicki i Julian Stachiewicz z udziałem Kazimierza Świtalskiego (obejmuje okres 25 V 1924–10 V 1926)
  - Demokracja a wojsko (25 V 1924)
  - Czeremoszno (6 VII 1924)
  - W dziesiątą rocznicę powstania Legjonów (10 VIII 1924)
  - List do redaktora „Polski Zbrojnej” (25 VIII 1924)
  - Płyty gramofonowe (5 IX 1924)
  - Dedykacje na książce Rok 1920 (4 X 1924)
  - Wpływ Wschodu i Zachodu na Polskę w epoce 1863 roku (X 1924)
  - Pierwsze dni Rzeczypospolitej Polskiej (XI 1924)
  - W księdze pamiątkowej Szkoły Podchorążych (21 XI 1924)
  - Wywiad w sprawie projektu organizacji najwyższych władz wojskowych (11 XII 1924)
  - Wstęp do tomu II Wspomnień legjonowych (17 XII 1924)
  - Ożarów (29 XII 1924)
  - O istocie dowodzenia (I 1925)
  - Przemówienie na zebraniu „Rodziny Wojskowej” (3 II 1925)
  - Przedmowa do Moich pierwszych bojów (1925)
  - Przedmowa do wydawnictwa Polska inwalidom (1925)
  - Psychologja więźnia (24 V 1925)
  - Przedmowa do jednodniówki 6-go pułku piechoty Legjonów (1925)
  - Wywiad o naczelnych władzach wojskowych (23 VII 1925)
  - W złotej księdze Druskienik (1925)
  - Przemówienie na zjeździe legjonistów w Warszawie (9 VIII 1925)
  - List do redaktora „Kurjera Porannego” w sprawie ustawy o najwyższych władzach wojskowych (29 II 1924)
  - List z powodu komunikatu szefa Sztabu Generalnego Stanisława Hallera (6 IX 1925)
  - Nieco o Biurze Historycznem (X–XI 1925)
  - Piękne „wczoraj” (XI 1925)
  - Deklaracja, złożona prezydentowi Rzeczypospolitej, Stanisławowi Wojciechowskiemu (14 XI 1925)
  - Przemówienie w rocznicę powrotu z Magdeburga (15 XI 1925)
  - Stosunek wzajemny wojska i społeczeństwa w 1863 roku (24 I 1926)
  - Enuncjacje w sprawie powrotu do wojska (13 I 1926)
  - List do ministra spraw wojskowych (21 III 1926)
  - Naczelny Wódz w teorji i praktyce (21 III 1926)
  - O Wodzu Naczelnym i państwie (15 IV 1926)
  - Konferencja w Belwederze 21 kwietnia 1926
  - Konferencja w Belwederze 9 maja 1926
  - O wyniku przesilenia rządowego (11 V 1926)

- Tom IX (1931), red. Antoni Anusz i Władysław Pobóg-Malinowski (obejmuje okres 1926–1930)
  - [drobne pisma uszeregowane wg roku]

- Tom X (1931), Józef Piłsudski, Poprawki historyczne
  - Przedmowa
  - Uwagi do pamiętników Ignacego Daszyńskiego
  - Uwagi do pamiętników Leona Bilińskiego

- Tom XI (1936), red. Julian Stachiewicz, Leon Wasilewski i Władysław Pobóg-Malinowski
  - Dokumenty o charakterze osobistym
  - Artykuły
  - Odezwy
  - Memorjał złożony Ministerstwu Spraw Zagranicznych w Tokio
  - Wykłady i sprawozdania
  - Rozkazy
  - Przemówienia na plenarnych posiedzeniach Tymczasowej Rady Stanu Królestwa Polskiego
  - Przemówienia różne
  - Listy
  - Wywiady